# Synagoga w Pradze-Karlínie
Synagoga w Pradze-Karlínie (cz. Synagoga v Karlíně) – synagoga znajdująca się w Karlínie, dzielnicy Pragi przy ulicy Vítkovej.
Synagoga została zbudowana w stylu neoromańskim w 1860 roku. Nabożeństwa odbywały się do wybuchu II wojny światowej. Po zakończeniu wojny została zwrócona gminie żydowskiej, która w latach 50. XX wieku sprzedała ją Czechosłowackiemu Kościołowi Husyckiemu. Nowy właściciel adaptował budowlę na swoje potrzeby.

## Galeria

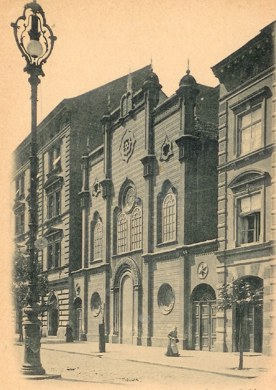
Synagoga, stan przedwojenny
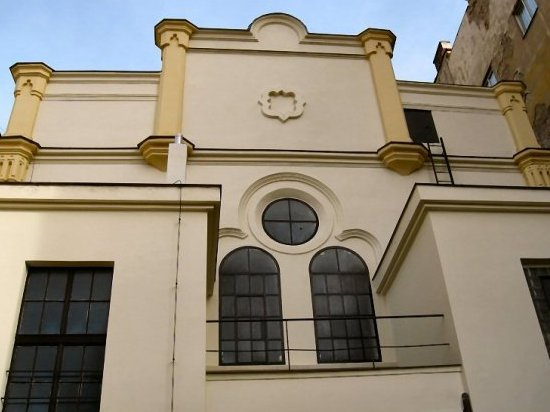
Synagoga, stan obecny